# Moskauer Höhere Militärkommandoschule

Großes Emblem der Moskauer Höheren Militärkommandoschule

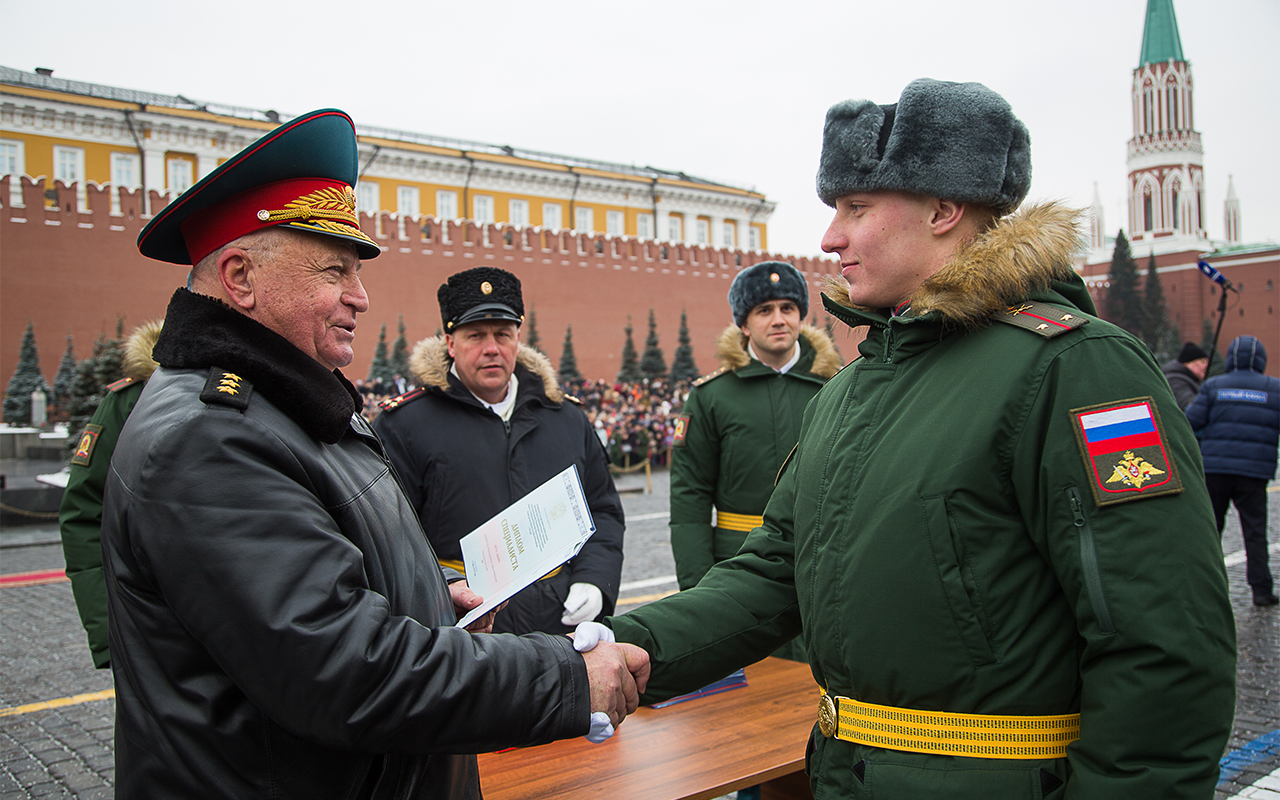
Beförderung eines Absolventen (2018)

Die Moskauer Höhere Militärkommandoschule (russisch Московское высшее военное командное училище) ist eine Militärschule in Moskau.
Die Schule wurde am 15. Dezemberjul. / 28. Dezember 1917greg. gegründet und seither mehrfach umbenannt.

## Bekannte Absolventen
- Dmitri Timofejewitsch Jasow, sowjetischer Verteidigungsminister von 1987 bis 1991
- Oleksandr Syrskyj, Generalstabschef der Streitkräfte der Ukraine seit 2024